# Novembre
Novembre is een in 1990 opgerichte melodicdeathmetal/gothicmetalband uit de Italiaanse hoofdstad Rome.

## Biografie
Opgericht in 1990 als een deathmetalband door de broers Orlando uit Catania (onder de naam Catacomb), ontwikkelde Novembre een atmosferisch geluid. De bandleden gaven hun eerste twee albums uit op het Italiaanse label Polyphemos en tekenden halverwege de jaren 90 bij Century Media, waar ze hun volgende drie albums uitbrachten. Daarna tekende ze een contract bij Peaceville Records, dat hun zeste album Materia en zevende album The Blue uitbracht.
Na 2009 verliet Giuseppe Orlando de band, waardoor Carmelo Orlando als enige originele bandlid overbleef. In 2016 kwam een nieuw album Ursa uit met gelegenheidsdrummer David Folchitto.

## Discografie
- Wish I Could Dream it Again (Polyphemus, 1994)
- Arte Novecento (Polyphemus, 1997)
- Classica (Century Media, 1999)
- Novembrine Waltz (Century Media, 2001)
- Dreams d'Azur (Century Media, 2002)
- Materia (Peaceville, 2006)
- Memoria Stoica (cd-single) (Peaceville, 2006)
- The Blue (Peaceville, 2007)
- URSA (Peaceville, 2016)

## Bandleden
- Carmelo Orlando – gitaar, zang, keyboards (1990–heden)
- Massimiliano Pagliuso – gitaar (1997–heden)
- Fabio Fraschini – basgitaar (2002–2007, 2015–heden)
- Alessio Erriu - gitaar (2018-heden)
- Yuri Croscenko - drums (2022-heden)

## Oud-leden
- Giuseppe Orlando - drums (1990-2015)
- Fabio Vignati - basgitaar/bas (1994-1996)
- Alessandro Niola - basgitaar/bas (1998-2002)
- Luca Giovagnoli - basgitaar/bas (2007-2008)
- David Folchitto – drums (2016)